# Parafia Ewangelicko-Augsburska w Elblągu

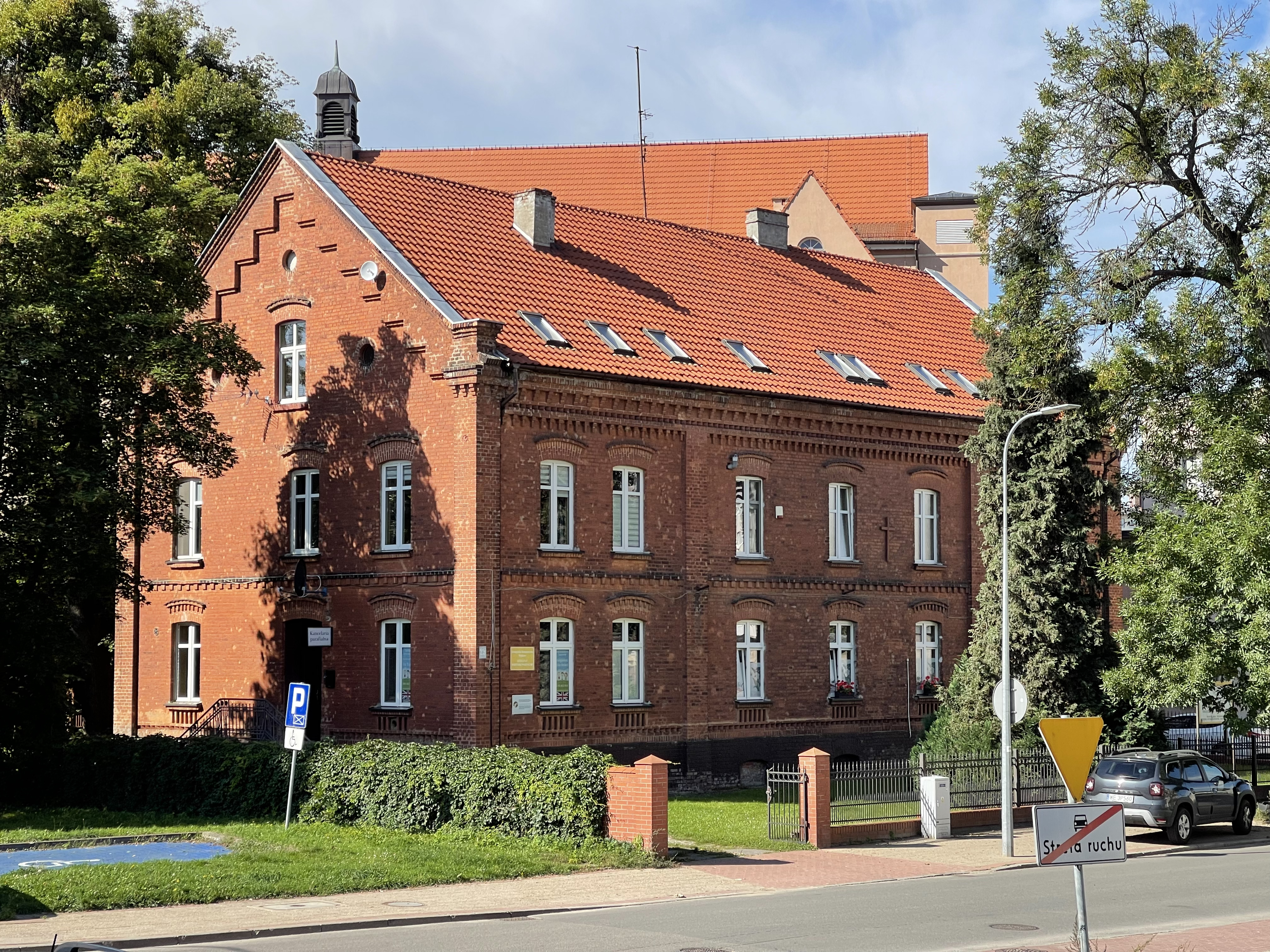
Siedziba parafii przy ul. Kosynierów Gdyńskich

Parafia Ewangelicko-Augsburska w Elblągu – luterańska parafia w Elblągu, należąca do diecezji pomorsko-wielkopolskiej Kościoła Ewangelicko-Augsburskiego w RP. Siedziba parafii mieści się przy ulicy Kosynierów Gdyńskich. Nabożeństwa prowadzone są w kaplicy św. Anny, zlokalizowanej przy Parku Traugutta.

## Historia
W strukturach Ewangelickiego Kościoła Unii Staropruskiej Elbląg był stolicą okręgu kościelnego, który w 1817 skupiał na terenie miasta parafie św. Anny, Bożego Ciała, św. Ducha, Marii Panny i Trzech króli, a także parafie w Jegłowniku, Kępkach, Kmiecinie, Łęczu, Próchniku, Marzęcinie, Milejewie, Myszewie, Pomorskiej Wsi i  Przezmarku. Okręg zamieszkiwało 29 600 wiernych.
Według danych z 1913 do tutejszego okręgu kościelnego należały na miejskie parafie św. Anny (posiadająca 14 337 wiernych, pracowało w niej 2 księży), Bożego Ciała (13 712 wiernych, 2 księży), Marii Panny (7 728 wiernych, 3 księży), Trzech Króli (15 881 wiernych, 2 księży), a poza Elblągiem - w Jegłowniku, Kmiecinie, Łęcze, Próchniku, Tolkmicku, Marzęcinie, Milejewie, Myszewie, Pomorskiej Wsi, Przezmarku i Zawadzie (jako parafia Elbląg - św. Pawła).
W 1945 na terenie Elbląga pozostał proboszcz parafii przy kościele św. Anny, ks. August Oswald Westren-Doll. Wobec niemożności użytkowania tej świątyni na skutek uszkodzenia budynku, nabożeństwa prowadził w kaplicy urządzonej w budynku plebanii oraz w kaplicy cmentarnej. Odbywała się również nauka konfirmacyjna, uwieńczona uroczystością konfirmacji mającą miejsce w kaplicy cmentarnej w dniu 20 maja 1945. Parafia zakończyła działalność w połowie czerwca 1946, kiedy to proboszczowi nakazano opuszczenie miasta, na skutek czego wyemigrował do Niemiec. Kaplica cmentarna została zajęta przez kościół rzymskokatolicki. W Elblągu mieszkało wówczas 2500 ewangelików narodowości niemieckiej oraz 176 polskiej.
Po zakończeniu II wojny światowej ewangelicy z terenów, które weszły w skład Polski, zostali objęci opieką duszpasterską Kościoła Ewangelicko-Augsburskiego w PRL. Organizacji struktur tego kościoła na terenie Pobrzeża Gdańskiego przewodniczył od lutego ks. Zygmunt Michelis, a od listopada tego roku - ks. Edward Dietz. Jako proboszcz parafii w Sopocie ks. Dietz nawiązał kontakty z wiernymi zamieszkującymi okoliczne tereny, w tym Elbląg. Czynił starania o odzyskanie kościołów zajętych przez inne wyznania, od 1950 wnioskował o przywrócenie ewangelikom kościoła w Mikołajkach Pomorskich, gdzie nabożeństwa wznowiono w 1951.
W 1950 dzięki ks. Dietzowi w Elblągu została utworzona stacja kaznodziejska parafii w Sopocie. Miejscem sprawowania nabożeństw stała się kaplica powstała w budynku przy ul. Kosynierów Gdyńskich, należącym do parafii i pełniącym uprzednio funkcje mieszkalne. Nabożeństwa prowadzone były wówczas co dwa tygodnie, kazania wygłaszał optyk Tadeusz Radomski, a podczas nabożeństw komunijnych - ksiądz z Pasłęka. Funkcjonowała także kancelaria. Od 15 października 1953 do 31 lipca 1957 nad miejscowymi ewangelikami opiekę duszpasterską sprawował ks. senior Edmund Friszke.
Elbląg stał się na powrót samodzielną parafią w na początku lat 60. XX wieku. Jej obszarem działania stał się ówczesny powiat elbląski, parafia administrowana była przez proboszcza sopockiego.
W I połowie lat 70. XX wieku miejscowa kaplica stała się oficjalnie współwłasnością Kościoła Ewangelicko-Augsburskiego i Zjednoczonego Kościoła Ewangelicznego.
W latach 70. na mocy decyzji Wydział do Spraw Wyznań w Gdańsku kościół w Mikołajkach Pomorskich stał się urzędowo własnością parafii luterańskiej. Utworzono tam stację kaznodziejską parafii sopockiej, natomiast od połowy lat 70. administrację nad tym zborem przejęła parafia w Elblągu. 
Po reformie administracyjnej z 1975 obszar parafii rozciągnięto na nowo utworzone województwo elbląskie. Parafia w dalszym ciągu nie posiadała własnego duszpasterza i administrowana była przed proboszcza z Sopotu.
W 1982 opieka nad wiernymi z Elbląga została przekazana w ręce księży diecezjalnych. 15 marca 1982 na mocy decyzji ks. bp. Janusza Narzyńskiego działającego z upoważnienia Konsystorza, Elbląg zaczął być obsługiwany przez ks. Alfreda Tschirschnitza, wikariusza parafii w Ostródzie, przy zachowaniu przez niego dotychczasowego stanowiska. Wraz z końcem lutego 1984 ks. Tschirschnitz został na prośbę seniora diecezji zwolniony z pracy na rzecz parafii elbląskiej.
Formalnie Elbląg był nieprzerwanie administrowany od 1947 przez proboszczów z Sopotu. Własnego duszpasterza parafia elbląska otrzymała w 1997, został nim sopocki wikariusz ks. Wojciech Rutkowski, który zamieszkał na terenie Elbląga. W 2002 pracę w parafii  w Elblągu rozpoczął ks. Marcin Pilch, który w 2007 objął stanowisko proboszcza.
18 czerwca 2022 miała miejsce uroczystość poświęcenia kaplicy św. Anny, dawnej kaplicy cmentarnej przy kościele św. Anny, która stała się miejscem nabożeństw elbląskich ewangelików, zbierających się wcześniej w kaplicy w budynku parafialnym. Kaplica ta, zajęta po II wojnie światowej przez katolików, w 1992 została przekazana kościołowi greckokatolickiemu, który użytkował ją do 2021 jako cerkiew św. Jana Chrzciciela. Następnie obiekt został zwrócony ewangelikom.